# Dyskografia Years & Years
Dyskografia Years & Years – brytyjskiego zespołu tworzącego muzykę elektroniczną składa się z dwóch albumów studyjnych, pięciu minialbumów, trzynastu singli oraz jedenastu teledysków. 18 marca 2021 zespół wydał oświadczenie, że najbliższy album będzie już solowym projektem Olly'ego Alexandra, pod nazwą dotychczas istniejącego zespołu. Mikey Goldsworthy pozostał współpracownikiem Alexandra, ale jedynie jako muzyk koncertujący.

## Albumy

### Albumy studyjne
| Tytuł      | Dane dot. albumu                                                                        | Najwyższa pozycja | Najwyższa pozycja | Najwyższa pozycja | Najwyższa pozycja | Najwyższa pozycja | Certyfikat                |
| Tytuł      | Dane dot. albumu                                                                        | UK                | AUS               | GER               | IRE               | US                | Certyfikat                |
| ---------- | --------------------------------------------------------------------------------------- | ----------------- | ----------------- | ----------------- | ----------------- | ----------------- | ------------------------- |
| Communion  | - Wydany: 10 lipca 2015 - Wytwórnia: Polydor Records - Formaty: CD, digital download    | 1                 | 5                 | 16                | 1                 | 47                | - POL: 2x platynowa płyta |
| Palo Santo | - Wydany: 6 lipca 2018 - Wytwórnia: Polydor - Formaty: CD, DL, LP, digital download     | 3                 | 26                | 27                | 7                 | 75                | - POL: złota płyta        |
| Night Call | - Wydany: 21 stycznia 2022 - Wytwórnia: Polydor - Formaty: CD, DL, LP, digital download | 1                 | 88                | 46                | 19                | –                 |                           |

### Minialbumy
| Tytuł            | Dane dot. albumu                                                      |
| ---------------- | --------------------------------------------------------------------- |
| Traps            | - Wydany: 9 września 2013 - Wytwórnia: Kitsuné France                 |
| Real             | - Wydany: 17 lutego 2014 - Wytwórnia: Kitsuné France                  |
| Take Shelter     | - Wydany: Sierpień 2014 - Wytwórnia: Copenhagen Records / Polydor     |
| Desire (Remixes) | - Wydany: 21 listopada 2014 - Wytwórnia: Copenhagen Records / Polydor |
| Y & Y EP         | - Wydany: 3 lutego 2015 - Wytwórnia: Copenhagen Records / Polydor     |

## Single
| 2012                          | „I Wish I Knew”                             | –   | –  | –  | –  | – | –  | –  |                           | –                                   |
| 2013                          | „Traps”                                     | –   | –  | –  | –  | – | –  | –  |                           | –                                   |
| 2014                          | „Real”                                      | –   | –  | –  | –  | – | –  | –  |                           | Communion                           |
| 2014                          | „Take Shelter”                              | 140 | –  | 53 | –  | – | –  | –  |                           | Communion                           |
| 2014                          | „Desire”                                    | 22  | –  | 57 | –  | – | 20 | –  |                           | Communion                           |
| 2015                          | „King”                                      | 1   | 9  | 11 | 9  | 5 | 1  | 9  | - POL: 3x platynowa płyta | Communion                           |
| 2015                          | „Shine”                                     | 2   | 48 | –  | 41 | – | –  | 71 | - POL: platynowa płyta    | Communion                           |
| 2015                          | „Eyes Shut”                                 | –   | –  | –  | –  | – | –  | –  | - POL: złota płyta        | Communion                           |
| 2016                          | „Meteorite”                                 | –   | –  | –  | –  | – | –  | –  |                           | –                                   |
| 2018                          | „Sanctify”                                  | –   | –  | –  | –  | – | –  | –  | - POL: złota płyta        | Palo Santo                          |
| 2018                          | „If You're Over Me”                         | –   | –  | –  | –  | – | –  | –  | - POL: złota płyta        | Palo Santo                          |
| 2018                          | „Play” (oraz Jax Jones)                     | –   | –  | –  | –  | – | –  | –  | - POL: platynowa płyta    | Palo Santo                          |
| 2019                          | „Valentino” (oraz MNEK)                     | –   | –  | –  | –  | – | –  | –  |                           | Palo Santo                          |
| 2021                          | „It's a Sin” (oraz Elton John)              | 47  | –  | –  | –  | – | –  | –  |                           | The Lockdown Sessions               |
| 2021                          | „Starstruck” (oraz Kylie Minogue)           | 31  | –  | 80 | –  | – | –  | –  |                           | Night Call                          |
| 2021                          | „The Edge of Glory”                         | –   | –  | –  | –  | – | –  | –  |                           | Born This Way The Tenth Anniversary |
| 2021                          | „Crave”                                     | –   | –  | –  | –  | – | –  | –  |                           | Night Call                          |
| 2021                          | „A Second to Midnight” (oraz Kylie Minogue) | –   | –  | –  | –  | – | –  | –  |                           | Disco: Guest List Edition           |
| 2021                          | „Sweet Talker” (oraz Galantis)              | 26  | –  | –  | –  | – | –  | –  |                           | Night Call                          |
| 2022                          | „Hallucination” (oraz Regard)               | 56  | –  | –  | –  | – | –  | –  | - POL: złota płyta        | Night Call                          |
| 2022                          | „100% Pure Love”                            | –   | –  | –  | –  | – | –  | –  |                           | –                                   |
| 2023                          | „A Very Bad Fun Idea”                       | –   | –  | –  | –  | – | –  | –  |                           | –                                   |
| „–” pozycja nie była notowana |                                             |     |    |    |    |   |    |    |                           |                                     |

### Z gościnnym udziałem
| 2014                           | „Sunlight” (oraz The Magician) | 7 | 20 | 7 | 184 | 37 | 7 | - AUS: złota płyta |  |
| 2014                           | „Illuminate” (oraz Tourist)    | – | –  | – | –   | –  | – |                    |  |
| „–” pozycja nie była notowana. |                                |   |    |   |     |    |   |                    |  |

## Teledyski
| Tytuł                                          | Rok  | Reżyseria             | Źródło |
| ---------------------------------------------- | ---- | --------------------- | ------ |
| „I Wish I Knew”                                | 2012 | Ayshea Halliwell      | [ 20 ] |
| „Real” ft. Ben Whishaw, Nathan Stewart-Jarrett | 2014 | Robert Francis Müller | [ 21 ] |
| „Take Shelter” ft. Emily Browning              | 2014 | Robert Francis Müller | [ 22 ] |
| „Desire”                                       | 2014 | Sing J Lee            | [ 23 ] |
| „King”                                         | 2015 | Nadia Marquard Otzen  | [ 24 ] |
| „Foundation”                                   | 2015 | Fred Rowson           | [ 25 ] |
| „Shine”                                        | 2015 | Nick Barratt          | [ 26 ] |
| „Eyes Shut”                                    | 2015 | Chino Moya            | [ 27 ] |
| „Desire” ft. Tove Lo                           | 2016 | Fred Rowson           | [ 28 ] |
| „Worship”                                      | 2016 | Matt Lambert          | [ 29 ] |
| „Meteorite”                                    | 2016 | Ollie Wolf            | [ 30 ] |